# Competența socială
Competența socială reprezintă un ansamblu de abilități emoționale, cognitive și comportamentale ale unui individ pentru a se adapta in ansamblul societății: a colabora, de a face apel la ajutorul altuia, de a veni la întâlniri, de a transpune în cuvinte problemele sale, de a-și lua angajamente, de a-și ține promisiunile, de a se mobiliza și de da dovadă de inițiativă.